# Włodzimierz Obidowicz
Włodzimierz Obidowicz (ur. 3 stycznia 1930 w Krakowie, zm. 29 czerwca 2016 we Wrocławiu) – polski pianista i profesor. 

## Wykształcenie
W czasie wojny był uczniem pianisty Kazimierza Krzyształowicza. Studia pianistyczne w krakowskiej Państwowej Wyższej Szkole Muzycznej, rozpoczęte w klasie Karola Kleina, ukończył z wyróżnieniem w klasie Zbigniewa Drzewieckiego w 1955. W 1950 został laureatem I miejsca Ogólnopolskiego Konkursu Bachowskiego w Poznaniu, w 1955 – III miejsca na V Światowym Festiwalu Młodzieży i Studentów w Warszawie. Uczestniczył w II etapie V Międzynarodowym Konkursie Pianistycznym im. Fryderyka Chopina (1955). Jego interpretacje zostały wydane przez firmę Polskie Nagrania. 

## Działalność pedagogiczna
Od 1955 wykłada na Akademii Muzycznej im. Karola Lipińskiego we Wrocławiu, gdzie kierował katedrą fortepianu (1972–2001, gdy został zastąpiony przez swojego ucznia Grzegorza Kurzyńskiego). Był także kierownikiem Mistrzowskich Kursów Pianistycznych w Dusznikach.
Został odznaczony m.in. Złotym Krzyżem Zasługi oraz Orderem Odrodzenia Polski.
W 2012 otrzymał Srebrny Medal „Zasłużony Kulturze Gloria Artis”.